# 6 Hours of São Paulo 2024

Tor Autódromo José Carlos Pace (Interlagos)

6 Hours of São Paulo 2024 (Rolex 6 Hours of São Paulo 2024) – długodystansowy wyścig samochodowy, który odbył się 14 lipca 2024 roku na torze Interlagos jako piąta runda sezonu 2024 serii FIA World Endurance Championship.

## Tło
Wyścig 6 Hours of São Paulo powrócił do kalendarza FIA WEC po dziesięcioletniej przerwie. W międzyczasie do skutku nie doszła planowana runda na tym torze w ramach sezonu 2019/2020.
1 lutego 2024 roku ogłoszono, że firma Rolex została sponsorem tytularnym wyścigu.

## Uczestnicy
Lista startowa została opublikowana 26 czerwca i zawierała 37 zgłoszeń w dwóch kategoriach – 19 w klasie Hypercar i 18 w klasie LMGT3.
Harry Tincknell opuścił tę rundę z powodu konfliktu terminarzy z IMSA SportsCar Championship, przez co załoga #99 Proton Competition wystartowała w dwuosobowym składzie: Julien Andlauer oraz Neel Jani. Mike Conway powrócił do obsady auta #7 Toyota Gazoo Racing po opuszczeniu poprzedniej rundy z powodu kontuzji. Timur Bogusławskij zrezygnował z dalszych startów w załodze #78 Akkodis ASP Team, zamiast niego w obsadzie tego auta znalazł się Clemens Schmid. José María López powrócił do obsady auta #87 Akkodis ASP Team po tym, jak zastąpił Conwaya podczas poprzedniej rundy. Po opuszczeniu Le Mans do ścigania powrócili Joshua Caygill i Clément Mateu w odpowiednio #95 United Autosports i #777 D'Station Racing. Christian Ried, pomimo zakończenia kariery po wyścigu wieńczącym poprzedni sezon FIA WEC, jednorazowo powrócił do ścigania i zastąpił Giorgio Rodę w załodze #88 Proton Competition.
Z powodu wypadku w pierwszej sesji treningowej z udziału w wyścigu wycofała się załoga #78 Akkodis ASP Team.

## Harmonogram
| Dzień               | Godzina | Sesja                                     | Długość  |
| ------------------- | ------- | ----------------------------------------- | -------- |
| Piątek, 12 lipca    | 10:45   | Pierwsza sesja treningowa                 | 90 minut |
| Piątek, 12 lipca    | 15:15   | Druga sesja treningowa                    | 90 minut |
| Sobota, 13 lipca    | 10:30   | Trzecia sesja treningowa                  | 60 minut |
| Sobota, 13 lipca    | 14:30   | Sesja kwalifikacyjna – LMGT3              | 12 minut |
| Sobota, 13 lipca    | 14:50   | Sesja kwalifikacyjna Hyperpole – LMGT3    | 10 minut |
| Sobota, 13 lipca    | 15:10   | Sesja kwalifikacyjna – Hypercar           | 12 minut |
| Sobota, 13 lipca    | 15:30   | Sesja kwalifikacyjna Hyperpole – Hypercar | 10 minut |
| Niedziela, 14 lipca | 11:30   | Wyścig                                    | 6 godzin |
| Źródło              |         |                                           |          |

## Sesje treningowe
| Klasa          | Zespół                    | Samochód                      | Czas           | Okr.           |
| Sesja pierwsza | Sesja pierwsza            | Sesja pierwsza                | Sesja pierwsza | Sesja pierwsza |
| -------------- | ------------------------- | ----------------------------- | -------------- | -------------- |
| Hypercar       | #93 Peugeot TotalEnergies | Peugeot 9X8                   | 1:26,341       | 26             |
| LMGT3          | #59 United Autosports     | McLaren 720S LMGT3 Evo        | 1:35,881       | 13             |
| Sesja druga    |                           |                               |                |                |
| Hypercar       | #8 Toyota Gazoo Racing    | Toyota GR010 Hybrid           | 1:25,727       | 83             |
| LMGT3          | #87 Akkodis ASP Team      | Lexus RC F LMGT3              | 1:35,725       | 62             |
| Sesja trzecia  |                           |                               |                |                |
| Hypercar       | #12 Hertz Team JOTA       | Porsche 963                   | 1:24,297       | 37             |
| LMGT3          | #92 Manthey PureRxcing    | Porsche 911 GT3 R LMGT3 (992) | 1:35,488       | 31             |

## Kwalifikacje
Pole position w każdej kategorii oznaczone jest pogrubieniem. Najszybsze okrążenie w sesjach kwalifikacyjnych również oznaczone jest pogrubieniem.
| Poz.   | Klasa    | Zespół                       | Kwalifikacje | Hyperpole | Poz. s. |
| ------ | -------- | ---------------------------- | ------------ | --------- | ------- |
| 1      | Hypercar | #7 Toyota Gazoo Racing       | 1:23,426     | 1:23,140  | 1       |
| 2      | Hypercar | #8 Toyota Gazoo Racing       | 1:23,605     | 1:23,262  | 2       |
| 3      | Hypercar | #5 Porsche Penske Motorsport | 1:23,263     | 1:23,331  | 3       |
| 4      | Hypercar | #2 Cadillac Racing           | 1:23,584     | 1:23,396  | 4       |
| 5      | Hypercar | #6 Porsche Penske Motorsport | 1:23,739     | 1:23,408  | 5       |
| 6      | Hypercar | #50 Ferrari AF Corse         | 1:23,583     | 1:23,532  | 6       |
| 7      | Hypercar | #12 Hertz Team JOTA          | 1:23,357     | 1:23,639  | 7       |
| 8      | Hypercar | #38 Hertz Team JOTA          | 1:23,634     | 1:23,701  | 8       |
| 9      | Hypercar | #51 Ferrari AF Corse         | 1:23,581     | 1:23,910  | 9       |
| 10     | Hypercar | #20 BMW M Team WRT           | 1:23,629     | 1:24,078  | 10      |
| 11     | Hypercar | #36 Alpine Endurance Team    | 1:23,927     |           | 11      |
| 12     | Hypercar | #99 Proton Competition       | 1:23,955     |           | 12      |
| 13     | Hypercar | #35 Alpine Endurance Team    | 1:23,962     |           | 13      |
| 14     | Hypercar | #15 BMW M Team WRT           | 1:24,065     |           | 14      |
| 15     | Hypercar | #83 AF Corse                 | 1:24,066     |           | 15      |
| 16     | Hypercar | #94 Peugeot TotalEnergies    | 1:24,406     |           | 16      |
| 17     | Hypercar | #93 Peugeot TotalEnergies    | 1:24,445     |           | 17      |
| 18     | Hypercar | #63 Lamborghini Iron Lynx    | 1:24,554     |           | 18      |
| 19     | Hypercar | #11 Isotta Fraschini         | 1:24,863     |           | 19      |
| 20     | LMGT3    | #85 Iron Dames               | 1:35,299     | 1:34,413  | 20      |
| 21     | LMGT3    | #92 Manthey PureRxcing       | 1:35,462     | 1:34,804  | 21      |
| 22     | LMGT3    | #95 United Autosports        | 1:35,572     | 1:34,860  | 22      |
| 23     | LMGT3    | #59 United Autosports        | 1:35,810     | 1:34,911  | 23      |
| 24     | LMGT3    | #91 Manthey EMA              | 1:36,015     | 1:35,471  | 24      |
| 25     | LMGT3    | #31 Team WRT                 | 1:36,026     | 1:35,562  | 25      |
| 26     | LMGT3    | #55 Vista AF Corse           | 1:35,620     | 1:35,656  | 26      |
| 27     | LMGT3    | #81 TF Sport                 | 1:35,744     | 1:35,931  | 27      |
| 28     | LMGT3    | #27 Heart Of Racing Team     | 1:35,660     | 1:36,211  | 28      |
| 29     | LMGT3    | #54 Vista AF Corse           | 1:35,877     |           | 29      |
| 30     | LMGT3    | #77 Proton Competition       | 1:36,085     |           | 30      |
| 31     | LMGT3    | #46 Team WRT                 | 1:36,163     |           | 31      |
| 32     | LMGT3    | #82 TF Sport                 | 1:36,169     |           | 32      |
| 33     | LMGT3    | #777 D'Station Racing        | 1:36,415     |           | 33      |
| 34     | LMGT3    | #87 Akkodis ASP Team         | 1:36,817     |           | 34      |
| 35     | LMGT3    | #60 Iron Lynx                | 1:37,944     |           | 35      |
| 36     | LMGT3    | #88 Proton Competition       | 1:38,004     |           | 36      |
| Źródła |          |                              |              |           |         |

## Wyścig

### Wyniki
Minimum do bycia sklasyfikowanym (70 procent dystansu pokonanego przez zwycięzców wyścigu) wyniosło 165 okrążeń. Zwycięzcy klas są oznaczeni pogrubieniem.
| Poz.          | Klasa          | Zespół                                           | Kierowcy                                              | Samochód                       | Opony | Okr. | Czas/Strata   |
| ------------- | -------------- | ------------------------------------------------ | ----------------------------------------------------- | ------------------------------ | ----- | ---- | ------------- |
| 1             | Hypercar       | #8 Toyota Gazoo Racing                           | Sébastien Buemi Brendon Hartley Ryō Hirakawa          | Toyota GR010 Hybrid            | M     | 236  | 6:01:02,554   |
| 2             | Hypercar       | #6 Porsche Penske Motorsport                     | Kévin Estre André Lotterer Laurens Vanthoor           | Porsche 963                    | M     | 236  | +1:08,811     |
| 3             | Hypercar       | #5 Porsche Penske Motorsport                     | Matt Campbell Michael Christensen Frédéric Makowiecki | Porsche 963                    | M     | 236  | +1:15,993     |
| 4             | Hypercar       | #7 Toyota Gazoo Racing                           | Mike Conway Kamui Kobayashi Nyck de Vries             | Toyota GR010 Hybrid            | M     | 236  | +1:23,571     |
| 5             | Hypercar       | #51 Ferrari AF Corse                             | Alessandro Pier Guidi James Calado Antonio Giovinazzi | Ferrari 499P                   | M     | 236  | +1:27,395     |
| 6             | Hypercar       | #50 Ferrari AF Corse                             | Antonio Fuoco Miguel Molina Nicklas Nielsen           | Ferrari 499P                   | M     | 235  | +1 okrążenie  |
| 7             | Hypercar       | #38 Hertz Team JOTA                              | Jenson Button Philip Hanson Oliver Rasmussen          | Porsche 963                    | M     | 235  | +1 okrążenie  |
| 8             | Hypercar       | #93 Peugeot TotalEnergies                        | Mikkel Jensen Nico Müller Jean-Éric Vergne            | Peugeot 9X8                    | M     | 235  | +1 okrążenie  |
| 9             | Hypercar       | #15 BMW M Team WRT                               | Dries Vanthoor Raffaele Marciello Marco Wittmann      | BMW M Hybrid V8                | M     | 235  | +1 okrążenie  |
| 10            | Hypercar       | #36 Alpine Endurance Team                        | Nicolas Lapierre Mick Schumacher Matthieu Vaxivière   | Alpine A424                    | M     | 234  | +2 okrążenia  |
| 11            | Hypercar       | #83 AF Corse                                     | Robert Kubica Robert Szwarcman Yifei Ye               | Ferrari 499P                   | M     | 234  | +2 okrążenia  |
| 12            | Hypercar       | #35 Alpine Endurance Team                        | Paul-Loup Chatin Ferdinand Habsburg Charles Milesi    | Alpine A424                    | M     | 234  | +2 okrążenia  |
| 13            | Hypercar       | #2 Cadillac Racing                               | Earl Bamber Alex Lynn                                 | Cadillac V-Series.R            | M     | 234  | +2 okrążenia  |
| 14            | Hypercar       | #20 BMW M Team WRT                               | Sheldon van der Linde Robin Frijns René Rast          | BMW M Hybrid V8                | M     | 234  | +2 okrążenia  |
| 15            | Hypercar       | #99 Proton Competition                           | Neel Jani Julien Andlauer                             | Porsche 963                    | M     | 234  | +2 okrążenia  |
| 16            | Hypercar       | #94 Peugeot TotalEnergies                        | Paul di Resta Loïc Duval Stoffel Vandoorne            | Peugeot 9X8                    | M     | 234  | +2 okrążenia  |
| 17            | Hypercar       | #63 Lamborghini Iron Lynx                        | Mirko Bortolotti Edoardo Mortara Daniił Kwiat         | Lamborghini SC63               | M     | 234  | +2 okrążenia  |
| 18            | Hypercar       | #12 Hertz Team JOTA                              | Will Stevens Callum Ilott Norman Nato                 | Porsche 963                    | M     | 233  | +3 okrążenia  |
| 19            | LMGT3          | #92 Manthey PureRxcing                           | Alaksandr Małychin Joel Sturm Klaus Bachler           | Porsche 911 GT3 R LMGT3 (992)  | G     | 214  | +22 okrążenia |
| 20            | LMGT3          | #27 Heart Of Racing Team                         | Ian James Daniel Mancinelli Alex Riberas              | Aston Martin Vantage AMR LMGT3 | G     | 213  | +23 okrążenia |
| 21            | LMGT3          | #95 United Autosports                            | Josh Caygill Nico Pino Marino Satō                    | McLaren 720S LMGT3 Evo         | G     | 213  | +23 okrążenia |
| 22            | LMGT3          | #59 United Autosports                            | James Cottingham Nicolas Costa Grégoire Saucy         | McLaren 720S LMGT3 Evo         | G     | 212  | +24 okrążenia |
| 23            | LMGT3          | #46 Team WRT                                     | Ahmad Al Harthy Valentino Rossi Maxime Martin         | BMW M4 LMGT3                   | G     | 212  | +24 okrążenia |
| 24            | LMGT3          | #55 Vista AF Corse                               | François Hériau Simon Mann Alessio Rovera             | Ferrari 296 LMGT3              | G     | 212  | +24 okrążenia |
| 25            | LMGT3          | #77 Proton Competition                           | Ryan Hardwick Zacharie Robichon Benjamin Barker       | Ford Mustang LMGT3             | G     | 212  | +24 okrążenia |
| 26            | LMGT3          | #81 TF Sport                                     | Tom van Rompuy Rui Andrade Charlie Eastwood           | Corvette Z06 LMGT3.R           | G     | 212  | +24 okrążenia |
| 27            | LMGT3          | #777 D'Station Racing                            | Clément Mateu Erwan Bastard Marco Sørensen            | Aston Martin Vantage AMR LMGT3 | G     | 212  | +24 okrążenia |
| 28            | LMGT3          | #31 Team WRT                                     | Darren Leung Sean Gelael Augusto Farfus               | BMW M4 LMGT3                   | G     | 211  | +25 okrążeń   |
| 29            | LMGT3          | #87 Akkodis ASP Team                             | Takeshi Kimura Esteban Masson José María López        | Lexus RC F LMGT3               | G     | 211  | +25 okrążeń   |
| 30            | LMGT3          | #91 Manthey EMA                                  | Yasser Shahin Morris Schuring Richard Lietz           | Porsche 911 GT3 R LMGT3 (992)  | G     | 209  | +27 okrążeń   |
| 31            | LMGT3          | #88 Proton Competition                           | Christian Ried Mikkel Pedersen Dennis Olsen           | Ford Mustang LMGT3             | G     | 208  | +28 okrążeń   |
| 32            | LMGT3          | #60 Iron Lynx                                    | Claudio Schiavoni Matteo Cressoni Franck Perera       | Lamborghini Huracán LMGT3 Evo2 | G     | 208  | +28 okrążeń   |
| 33            | LMGT3          | #54 Vista AF Corse                               | Thomas Flohr Francesco Castellacci Davide Rigon       | Ferrari 296 LMGT3              | G     | 191  | +45 okrążeń   |
| Nie ukończyli |                |                                                  |                                                       |                                |       |      |               |
|               | Hypercar       | #11 Isotta Fraschini                             | Antonio Serravalle Carl Bennett Jean-Karl Vernay      | Isotta Fraschini Tipo 6-C      | M     | 149  |               |
| LMGT3         | #85 Iron Dames | Sarah Bovy Rahel Frey Michelle Gatting           | Lamborghini Huracán LMGT3 Evo2                        | G                              | 139   |      |               |
| LMGT3         | #82 TF Sport   | Hiroshi Koizumi Sébastien Baud Daniel Juncadella | Corvette Z06 LMGT3.R                                  | G                              | 133   |      |               |

1. ↑  Białorusini i Rosjanie nie mogą startować pod flagami swoich państw zgodnie z wymogami FIA, które zostały wprowadzone po inwazji Rosji na Ukrainę[14].

### Statystyki

#### Najszybsze okrążenie
| Klasa    | Kierowca    | Zespół                 | Czas     | Okr. |
| -------- | ----------- | ---------------------- | -------- | ---- |
| Hypercar | Mike Conway | #7 Toyota Gazoo Racing | 1:24,801 | 2    |
| LMGT3    | Sarah Bovy  | #85 Iron Dames         | 1:35,777 | 2    |
| Źródło   |             |                        |          |      |